# Annalisa Camilli
Annalisa Camilli (Roma, 14 dicembre 1980) è una giornalista italiana, specializzata nel reportage e nell'inchiesta, si è occupata di immigrazione e di crisi umanitarie.

## Biografia
Laureata in filosofia politica presso l'Università degli Studi di Roma "La Sapienza", ha lavorato per l'Associated Press e per RaiNews24. Dal 2007 è giornalista per Internazionale, occupandosi di attualità (i gravi episodi di razzismo come l'attentato di Macerata e l'omicidio a Firenze del cittadino senegalese Idy Diene), ed in particolar modo di immigrazione. Dal 2014 segue le rotte dei migranti nel loro viaggio per e attraverso l'Europa, raccontando le loro storie sulla rivista. Nel 2022, durante l'invasione russa dell'Ucraina, ha scritto il podcast Da Kiev dalla capitale ucraina. 
Nel 2017 ha vinto l'Anna Lindh Mediterranean Journalist Award per il reportage La barca senza nome. Nel 2019 ha pubblicato La legge del mare per Rizzoli, nel 2022 Un giorno senza fine. Cronache dall'Ucraina in guerra per Ponte alle Grazie. È stata relatrice al Festival internazionale del giornalismo svolto a Perugia, nelle edizioni del 2014 (inchiesta Giuseppe Fava, Ilaria Alpi: il giornalismo che non muore tra realtà e finzione), 2019 (Raccontare i migranti oltre disinformazione, propaganda e pregiudizi insieme a Carlotta Sami, portavoce dell'UNHCR per il Sud Europa, Nello Scavo dell'Avvenire e Matteo Villa dell'ISPI e 2020 (Il caos libico, i migranti, le Ong, il governo italiano. Il ruolo decisivo del giornalismo di inchiesta, insieme alla portavoce di Sea-Watch Italia, Giorgia Linardi e ai giornalisti Francesca Mannocchi e Nello Scavo).
A novembre 2021, con la fotografia di Jedrzej Nowicki, ha firmato per Internazionale un ampio reportage intitolato Il nuovo muro nella foresta. È il racconto della drammatica situazione dei migranti, in cammino da giorni nella foresta di Białowieża, respinti alla frontiera militarizzata tra la Polonia e la Bielorussia. Dove, per impedire l'arrivo dei profughi siriani e iracheni dalla Bielorussia, il governo polacco ha impedito anche l'accesso alle organizzazioni umanitarie e ai giornalisti. Il reportage è stato pubblicato sul n. 1436, per la settimana 19-25 novembre 2021 della rivista ed è apparso in copertina.
Nel 2023 esordisce nella narrativa per ragazzi con il romanzo L'ultimo bisonte (La Nuova Frontiera) in cui racconta di una famiglia di migranti.

## Opere

### Libri
- Annalisa Camilli, La legge del mare. Cronache dei soccorsi nel Mediterraneo, Milano, Rizzoli, 2019, ISBN 9788817119658.
- Annalisa Camilli, Un giorno senza fine. Storie dall'Ucraina in guerra, Milano, Ponte alle Grazie, 2022, ISBN 9788833319520.
- Annalisa Camilli, L'ultimo bisonte, illustrazioni di Irene Penazzi, Roma, La Nuova Frontiera, 2023, ISBN 9791280176523.

### Reportage
- La barca senza nome, Internazionale (2019)
- Il nuovo muro nella foresta, Internazionale (2021)

### Inchieste
- Giuseppe Fava, Ilaria Alpi: il giornalismo che non muore tra realtà e finzione, con Francesco Cavalli, Valeria Grimaldi, Andrea Palladino, Antonio Roccuzzo (2014)
- Raccontare i migranti oltre disinformazione, propaganda e pregiudizi, con Carlotta Sami, Nello Scavo, Matteo Villa (2019)
- Il caos libico, i migranti, le Ong, il governo italiano. Il ruolo decisivo del giornalismo di inchiesta, con Giorgia Linardi, Francesca Mannocchi, Nello Scavo (2020)

### Podcast
- Limoni, il G8 di Genova vent'anni dopo
- Da Kiev
- Giornaliste

## Riconoscimenti
- Anna Lindh Mediterranean Journalist Award (2017) per il reportage La barca senza nome
- Premio Cristina Matano per il giornalismo (2019)
- Concordia Award per la libertà di stampa, insieme ad un consorzio di giornalisti europei (2019)[9]
- Premio Saverio Tutino per il giornalismo (2020)
- Premio Kapuściński per il reportage (2023)